# Strijkkwartet nr. 3 (Alwyn)
William Alwyn voltooide zijn Strijkkwartet nr. 3 in 1984. Het bleek zijn laatste "grote" compositie te zijn. Het werk is opgedragen aan de diplomaat, schrijver, tolk en muziekliefhebber Cecil Parrott, die ook vriend van de componist was. Parrott overleed 23 juni 1984.
Motto's van het stuk:
- All that is about me, a radiance- a sigh.
- Time now gathers my winding sheet of syllable and song.

Het strijkkwartet bestaat uit twee delen, waar het tweede deel drie secties kent zodat het toch een klassieke vierdelige structuur heeft:
1. Allegro molto
2. Adagio – Allegro – Adagio.

Alwyn leverde het werk in 1984 in; in maart 1985 nam het Quartet of London het werk op en moest Alwyn tekst leveren voor de Chandos-uitgave. Op 13 juni 1985 speelde datzelfde ensemble het werk bij de eerste openbare uitvoering in het Blythburgh Holy Trinity Church in de woonplaats van de componist in Suffolk ter gelegenheid van het Aldeburgh Festival. Alwyn overleed 11 september 1985.

## Discografie
- Uitgave Chandos: Quartet of London, opname 1985
- Uitgave Dutton Vocalion: Rasumovsky Quartet, opname 2005
- Uitgave Naxos: Maggini Quartet, opname 2007